# Cruziturricula
Cruziturricula é um gênero de gastrópodes pertencente à família Drilliidae.

## Espécies
- Cruziturricula arcuata (Reeve, 1843)

Espécies trazidas para a sinonímia
- Cruziturricula panthea (Dall, 1919): sinônimo de Cruziturricula arcuata (Reeve, 1843)